# Formule 1 v roce 2015
Sezóna Formule 1 2015 byla 66. sezónou Mistrovství světa Formule 1, závodní série pořádané pod hlavičkou Mezinárodní automobilové federace (FIA). Zúčastnilo se jí celkem dvaadvacet jezdců a deset týmů. Sezónu tvořilo devatenáct závodů, po třiadvaceti letech se do kalendáře vrátila Velká cena Mexika, naproti tomu se poprvé od roku 1960 nekonala žádná Grand Prix na území Německa, neboť na Nürburgringu se nedohodl Formula One Management s majiteli okruhu a Hockenheimring pořádání Velké ceny odmítl z finančních důvodů.
Obhájci titulů z předchozí sezóny jsou Lewis Hamilton a Mercedes.

## Týmy a jezdci
Sezóny 2015 se účastní většina týmů, které se účastnily i sezóny předchozí. Výjimkou je tým Caterham, jenž své působení ukončil k Velké ceně Abú Zabí, respektive v únoru 2015 poté, co se stáj nepovedlo prodat. Stáj Marussia se s novým majitelem vrátila do mistrovství jako Manor Marussia.
| #  | Obr. | Tým                           | Konstruktér          | Šasí          | Motor                       | Pneu | No. | Obr. | Zkr.             | Jezdci           | Závody | No. | Testovací jezdci v trénincích |
| -- | ---- | ----------------------------- | -------------------- | ------------- | --------------------------- | ---- | --- | ---- | ---------------- | ---------------- | ------ | --- | ----------------------------- |
| 1  |      | Mercedes AMG Petronas F1 Team | Mercedes             | F1 W06 Hybrid | Mercedes-Benz PU106B Hybrid | P    | 44  |      | HAM              | Lewis Hamilton   | Vše    |     |                               |
| 1  | 6    | Mercedes AMG Petronas F1 Team | Mercedes             | F1 W06 Hybrid | Mercedes-Benz PU106B Hybrid | P    |     | ROS  | Nico Rosberg     | Vše              |        |     |                               |
| 2  |      | Infiniti Red Bull Racing      | Red Bull–Renault     | RB11          | Renault Energy F1-2015      | P    | 3   |      | RIC              | Daniel Ricciardo | Vše    |     |                               |
| 2  | 26   | Infiniti Red Bull Racing      | Red Bull–Renault     | RB11          | Renault Energy F1-2015      | P    |     | KVY  | Daniil Kvjat     | Vše              |        |     |                               |
| 3  |      | Williams Martini Racing       | Williams–Mercedes    | FW37          | Mercedes-Benz PU106B Hybrid | P    | 77  |      | BOT              | Valtteri Bottas  | Vše    | 41  | Susie Wolff                   |
| 3  | 19   | Williams Martini Racing       | Williams–Mercedes    | FW37          | Mercedes-Benz PU106B Hybrid | P    |     | MAS  | Felipe Massa     | Vše              |        | 41  | Susie Wolff                   |
| 4  |      | Scuderia Ferrari              | Ferrari              | SF15-T        | Ferrari 060                 | P    | 7   |      | RAI              | Kimi Räikkönen   | Vše    |     |                               |
| 4  | 5    | Scuderia Ferrari              | Ferrari              | SF15-T        | Ferrari 060                 | P    |     | VET  | Sebastian Vettel | Vše              |        |     |                               |
| 5  |      | McLaren Honda                 | McLaren–Honda        | MP4-30        | Honda RA615H                | P    | 22  |      | BUT              | Jenson Button    | Vše    |     |                               |
| 5  | 20   | McLaren Honda                 | McLaren–Honda        | MP4-30        | Honda RA615H                | P    |     | MAG  | Kevin Magnussen  | 1 (DNS)          |        |     |                               |
| 5  | 14   | McLaren Honda                 | McLaren–Honda        | MP4-30        | Honda RA615H                | P    |     | ALO  | Fernando Alonso  | 2–19             |        |     |                               |
| 6  |      | Sahara Force India F1 Team    | Force India–Mercedes | VJM08 VJM08B  | Mercedes-Benz PU106B Hybrid | P    | 27  |      | HUL              | Nico Hülkenberg  | Vše    |     |                               |
| 6  | 11   | Sahara Force India F1 Team    | Force India–Mercedes | VJM08 VJM08B  | Mercedes-Benz PU106B Hybrid | P    |     | PER  | Sergio Pérez     | Vše              |        |     |                               |
| 7  |      | Scuderia Toro Rosso           | Toro Rosso–Renault   | STR10         | Renault Energy F1-2015      | P    | 33  |      | VES              | Max Verstappen   | Vše    |     |                               |
| 7  | 55   | Scuderia Toro Rosso           | Toro Rosso–Renault   | STR10         | Renault Energy F1-2015      | P    |     | SAI  | Carlos Sainz Jr. | Vše              |        |     |                               |
| 8  |      | Lotus F1 Team                 | Lotus–Mercedes       | E23 Hybrid    | Mercedes-Benz PU106B Hybrid | P    | 8   |      | GRO              | Romain Grosjean  | Vše    | 30  | Jolyon Palmer                 |
| 8  | 13   | Lotus F1 Team                 | Lotus–Mercedes       | E23 Hybrid    | Mercedes-Benz PU106B Hybrid | P    |     | MAL  | Pastor Maldonado | Vše              |        | 30  | Jolyon Palmer                 |
| 9  |      | Manor Marussia F1 Team        | Marussia–Ferrari     | MR03B         | Ferrari 059/3               | P    | 28  |      | STE              | Will Stevens     | 2–19   | 42  | Fabio Leimer                  |
| 9  | 98   | Manor Marussia F1 Team        | Marussia–Ferrari     | MR03B         | Ferrari 059/3               | P    |     | MER  | Roberto Merhi    | 2–12, 15, 19     |        | 42  | Fabio Leimer                  |
| 9  | 53   | Manor Marussia F1 Team        | Marussia–Ferrari     | MR03B         | Ferrari 059/3               | P    |     | RSI  | Alexander Rossi  | 13–14, 16–18     |        | 42  | Fabio Leimer                  |
| 10 |      | Sauber F1 Team                | Sauber–Ferrari       | C34           | Ferrari 060                 | P    | 9   |      | ERI              | Marcus Ericsson  | Vše    | 36  | Raffaele Marciello            |
| 10 | 12   | Sauber F1 Team                | Sauber–Ferrari       | C34           | Ferrari 060                 | P    |     | NAS  | Felipe Nasr      | Vše              |        | 36  | Raffaele Marciello            |

### Poznámka pod čarou
Lewis Hamilton jako mistr si mohl zvolit číslo 1 nebo 44 ale svoje původní číslo si ponechal.

## Přestupy jezdců
| Jezdec            | 2014                                | 2015                                | Pozice v týmu/Série |
| ----------------- | ----------------------------------- | ----------------------------------- | ------------------- |
| Sebastian Vettel  | Infiniti Red Bull Racing            | Scuderia Ferrari                    | jezdec              |
| Fernando Alonso   | Scuderia Ferrari                    | McLaren Honda                       | jezdec              |
| Daniil Kvjat      | Scuderia Toro Rosso                 | Infiniti Red Bull Racing            | jezdec              |
| Will Stevens      | Caterham F1 Team                    | Manor Marussia F1 Team              | jezdec              |
| Roberto Merhi     | Caterham F1 Team (Test)             | Manor Marussia F1 Team              | jezdec              |
| Marcus Ericsson   | Caterham F1 Team                    | Sauber F1 Team                      | jezdec              |
| Felipe Nasr       | Carlin (GP2)                        | Sauber F1 Team                      | jezdec              |
| Max Verstappen    | Van Amersfoort Racing (Evropská F3) | Scuderia Toro Rosso                 | jezdec              |
| Adrian Sutil      | Sauber F1 Team                      | Williams Martini Racing             | testman             |
| Esteban Gutiérrez | Sauber F1 Team                      | Scuderia Ferrari                    | testman             |
| Jean-Éric Vergne  | Scuderia Toro Rosso                 | Scuderia Ferrari Andretti Autosport | testman Formula E   |
| Kamui Kobajaši    | Caterham F1 Team                    | Team Le Mans                        | Super Formula       |
| Max Chilton       | Marussia F1 Team                    | Carlin                              | IndyLights          |

## Pneumatiky
Jediným poskytovatelem pneumatik pro sezónu 2015 bylo Pirelli. Přestože nemají v závodě žádné využití, Pirelli poskytuje týmům od předchozí sezóny během předsezónního tréninku tvrdé zimní pneumatiky, které jsou speciálně navrženy pro výkon v obzvláště chladných dnech. Od ostatních se odlišují tím, že nemají žádné označení na boku.
| Název                    | Barva | Barva | Povrch     | Podmínky tratě | Typ sloučeniny | Přilnavost              | Odolnost              |
| ------------------------ | ----- | ----- | ---------- | -------------- | -------------- | ----------------------- | --------------------- |
| Supersoft (super měkké)  | SS    |       | Hladký     | Suché          | Měkký          | 4 - Nejlepší přilnavost | 1 - Nejnižší odolnost |
| Soft (měkke)             | S     |       | Hladký     | Suché          | Měkký / Tvrdý  | 3                       | 2                     |
| Medium (střední)         | M     |       | Hladký     | Suché          | Tvrdý / Měkký  | 2                       | 3                     |
| Hard (tvrdé)             | H     |       | Hladký     | Suché          | Tvrdý          | 1 - Nejhorší přilnavost | 4 - Nejvyšší odolnost |
| Intermediate (přechodné) | I     |       | Drážkovaný | Mokré          | Přechodný      |                         |                       |
| Wet (mokré)              | W     |       | Drážkovaný | Mokré          | Mokrý          |                         |                       |

## Kalendář
| Kolo | Grand Prix                | Okruh                                          | Datum         | Výsledky |
| ---- | ------------------------- | ---------------------------------------------- | ------------- | -------- |
| 1    | Grand Prix Austrálie      | Melbourne Grand Prix Circuit, Melbourne        | 15. března    | Výsledky |
| 2    | Grand Prix Malajsie       | Sepang International Circuit, Kuala Lumpur     | 29. března    | Výsledky |
| 3    | Grand Prix Číny           | Shanghai International Circuit, Šanghaj        | 12. dubna     | Výsledky |
| 4    | Grand Prix Bahrajnu       | Bahrain International Circuit, Sakhir          | 19. dubna     | Výsledky |
| 5    | Grand Prix Španělska      | Circuit de Barcelona-Catalunya, Barcelona      | 10. května    | Výsledky |
| 6    | Grand Prix Monaka         | Circuit de Monaco, Monte Carlo                 | 24. května    | Výsledky |
| 7    | Grand Prix Kanady         | Circuit Gilles Villeneuve, Montreal            | 7. června     | Výsledky |
| 8    | Grand Prix Rakouska       | Red Bull Ring, Spielberg                       | 21. června    | Výsledky |
| 9    | Grand Prix Velké Británie | Silverstone, Silverstone                       | 5. července   | Výsledky |
| 10   | Grand Prix Maďarska       | Hungaroring, Budapešť                          | 26. července  | Výsledky |
| 11   | Grand Prix Belgie         | Circuit de Spa-Francorchamps, Spa              | 23. srpna     | Výsledky |
| 12   | Grand Prix Itálie         | Autodromo Nazionale Monza, Monza               | 6. září       | Výsledky |
| 13   | Grand Prix Singapuru      | Marina Bay, Singapur                           | 20. září      | Výsledky |
| 14   | Grand Prix Japonska       | Suzuka Circuit, Suzuka                         | 27. září      | Výsledky |
| 15   | Grand Prix Ruska          | Sochi Autodrom, Soči                           | 11. října     | Výsledky |
| 16   | Grand Prix USA            | Circuit of the Americas, Austin, Texas         | 25. října     | Výsledky |
| 17   | Grand Prix Mexika         | Autódromo Hermanos Rodríguez, Ciudad de México | 1. listopadu  | Výsledky |
| 18   | Grand Prix Brazílie       | Autódromo José Carlos Pace, São Paulo          | 15. listopadu | Výsledky |
| 19   | Grand Prix Abú Zabí       | Yas Marina Circuit, Abú Zabí                   | 29. listopadu | Výsledky |

## Výsledky a pořadí

### Pohár jezdců
Za umístění v závodě získává body prvních 10 jezdců v cíli. Body jsou rozděleny takto:
| Pořadí | 1. | 2. | 3. | 4. | 5. | 6. | 7. | 8. | 9. | 10. |
| Body   | 25 | 18 | 15 | 12 | 10 | 8  | 6  | 4  | 2  | 1   |

| Poř. | No. | Jezdec           | AUS | MAL | CHN | BHR | ESP | MON | CAN | AUT | GBR | HUN | BEL | ITA | SIN | JPN | RUS | USA | MEX | BRA | ABU | Body |
| ---- | --- | ---------------- | --- | --- | --- | --- | --- | --- | --- | --- | --- | --- | --- | --- | --- | --- | --- | --- | --- | --- | --- | ---- |
| 1    | 44  | Lewis Hamilton   | 1   | 2   | 1   | 1   | 2   | 3   | 1   | 2   | 1   | 6   | 1   | 1   | Ret | 1   | 1   | 1   | 2   | 2   | 2   | 381  |
| 2    | 6   | Nico Rosberg     | 2   | 3   | 2   | 3   | 1   | 1   | 2   | 1   | 2   | 8   | 2   | 17† | 4   | 2   | Ret | 2   | 1   | 1   | 1   | 322  |
| 3    | 5   | Sebastian Vettel | 3   | 1   | 3   | 5   | 3   | 2   | 5   | 4   | 3   | 1   | 12† | 2   | 1   | 3   | 2   | 3   | Ret | 3   | 4   | 278  |
| 4    | 7   | Kimi Räikkönen   | Ret | 4   | 4   | 2   | 5   | 6   | 4   | Ret | 8   | Ret | 7   | 5   | 3   | 4   | 8   | Ret | Ret | 4   | 3   | 150  |
| 5    | 77  | Valtteri Bottas  | DNS | 5   | 6   | 4   | 4   | 14  | 3   | 5   | 5   | 13  | 9   | 4   | 5   | 5   | 12† | Ret | 3   | 5   | 13  | 136  |
| 6    | 19  | Felipe Massa     | 4   | 6   | 5   | 10  | 6   | 15  | 6   | 3   | 4   | 12  | 6   | 3   | Ret | 17  | 4   | Ret | 6   | DSQ | 8   | 121  |
| 7    | 26  | Daniil Kvjat     | DNS | 9   | Ret | 9   | 10  | 4   | 9   | 12  | 6   | 2   | 4   | 10  | 6   | 13  | 5   | Ret | 4   | 7   | 10  | 95   |
| 8    | 3   | Daniel Ricciardo | 6   | 10  | 9   | 6   | 7   | 5   | 13  | 10  | Ret | 3   | Ret | 8   | 2   | 15  | 15† | 10  | 5   | 11  | 6   | 92   |
| 9    | 11  | Sergio Pérez     | 10  | 13  | 11  | 8   | 13  | 7   | 11  | 9   | 9   | Ret | 5   | 6   | 7   | 12  | 3   | 5   | 8   | 12  | 5   | 78   |
| 10   | 27  | Nico Hülkenberg  | 7   | 14  | Ret | 13  | 15  | 11  | 8   | 6   | 7   | Ret | DNS | 7   | Ret | 6   | Ret | Ret | 7   | 6   | 7   | 58   |
| 11   | 8   | Romain Grosjean  | Ret | 11  | 7   | 7   | 8   | 12  | 10  | Ret | Ret | 7   | 3   | Ret | 13  | 7   | Ret | Ret | 10  | 8   | 9   | 51   |
| 12   | 33  | Max Verstappen   | Ret | 7   | 17† | Ret | 11  | Ret | 15  | 8   | Ret | 4   | 8   | 12  | 8   | 9   | 10  | 4   | 9   | 9   | 16  | 49   |
| 13   | 12  | Felipe Nasr      | 5   | 12  | 8   | 12  | 12  | 9   | 16  | 11  | DNS | 11  | 11  | 13  | 10  | 20† | 6   | 9   | Ret | 13  | 15  | 27   |
| 14   | 13  | Pastor Maldonado | Ret | Ret | Ret | 15  | Ret | Ret | 7   | 7   | Ret | 14  | Ret | Ret | 12  | 8   | 7   | 8   | 11  | 10  | Ret | 27   |
| 15   | 55  | Carlos Sainz Jr. | 9   | 8   | 13  | Ret | 9   | 10  | 12  | Ret | Ret | Ret | Ret | 11  | 9   | 10  | Ret | 7   | 13  | Ret | 11  | 18   |
| 16   | 22  | Jenson Button    | 11  | Ret | 14  | DNS | 16  | 8   | Ret | Ret | Ret | 9   | 14  | 14  | Ret | 16  | 9   | 6   | 14  | 14  | 12  | 16   |
| 17   | 14  | Fernando Alonso  |     | Ret | 12  | 11  | Ret | Ret | Ret | Ret | 10  | 5   | 13  | 18† | Ret | 11  | 11  | 11  | Ret | 15  | 17  | 11   |
| 18   | 9   | Marcus Ericsson  | 8   | Ret | 10  | 14  | 14  | 13  | 14  | 13  | 11  | 10  | 10  | 9   | 11  | 14  | Ret | Ret | 12  | 16  | 14  | 9    |
| 19   | 98  | Roberto Merhi    | DNP | 15  | 16  | 17  | 18  | 16  | Ret | 14  | 12  | 15  | 15  | 16  |     |     | 13  |     |     |     | 19  | 0    |
| 20   | 53  | Alexander Rossi  |     |     |     |     |     |     |     |     |     |     |     |     | 14  | 18  |     | 12  | 15  | 18  |     | 0    |
| 21   | 28  | Will Stevens     | DNP | DNS | 15  | 16  | 17  | 17  | 17  | Ret | 13  | 16  | 16  | 15  | 15  | 19  | 14  | Ret | 16  | 17  | 18  | 0    |
| NC   | 20  | Kevin Magnussen  | DNS |     |     |     |     |     |     |     |     |     |     |     |     |     |     |     |     |     |     | 0    |
| Poř. | No. | Jezdec           | AUS | MAL | CHN | BHR | ESP | MON | CAN | AUT | GBR | HUN | BEL | ITA | SIN | JPN | RUS | USA | MEX | BRA | ABU | Body |

| Legenda k tabulce | Legenda k tabulce                                                                       |
| Barva             | Výsledek                                                                                |
| ----------------- | --------------------------------------------------------------------------------------- |
| Zlatá             | Vítěz                                                                                   |
| Stříbrná          | 2. místo                                                                                |
| Bronzová          | 3. místo                                                                                |
| Zelená            | Bodované umístění                                                                       |
| Modrá             | Nebodované umístění                                                                     |
| Modrá             | Dokončil neklasifikován (NC)                                                            |
| Fialová           | Odstoupil (Ret)                                                                         |
| Červená           | Nekvalifikoval se (DNQ)                                                                 |
| Červená           | Nepředkvalifikoval se (DNPQ)                                                            |
| Černá             | Diskvalifikován (DSQ)                                                                   |
| Bílá              | Nestartoval (DNS)                                                                       |
| Bílá              | Závod zrušen (C)                                                                        |
| Světle modrá      | Pouze trénoval (PO)                                                                     |
| Světle modrá      | Páteční testovací jezdec (TD)                                                           |
| Bez barvy         | Netrénoval (DNP)                                                                        |
| Bez barvy         | Vyřazen (EX)                                                                            |
| Bez barvy         | Nepřijel (DNA)                                                                          |
| Bez barvy         | Odvolal účast (WD)                                                                      |
| Bez barvy         | Nezúčastnil se (prázdné)                                                                |
| Označení          | Význam                                                                                  |
| Tučnost           | Pole position                                                                           |
| Kurzíva           | Nejrychlejší kolo                                                                       |
| †                 | Jezdec nedojel do cíle, ale byl klasifikován, protože odjel více než 90 % délky závodu. |
| ‡                 | Byl udělován poloviční počet bodů, protože bylo odjeto méně než 75 % délky závodu.      |
| Horní index       | Umístění bodujících jezdců ve sprintu                                                   |

### Pohár konstruktérů
| Poř. | Konstruktér                 | No. | AUS | MAL | CHN | BHR | ESP | MON | CAN | AUT | GBR | HUN | BEL | ITA | SIN | JPN | RUS | USA | MEX | BRA | ABU | Body |
| ---- | --------------------------- | --- | --- | --- | --- | --- | --- | --- | --- | --- | --- | --- | --- | --- | --- | --- | --- | --- | --- | --- | --- | ---- |
| 1    | Mercedes                    | 6   | 2   | 3   | 2   | 3   | 1   | 1   | 2   | 1   | 2   | 8   | 2   | 17† | 4   | 2   | Ret | 2   | 1   | 1   | 1   | 703  |
| 1    | Mercedes                    | 44  | 1   | 2   | 1   | 1   | 2   | 3   | 1   | 2   | 1   | 6   | 1   | 1   | Ret | 1   | 1   | 1   | 2   | 2   | 2   | 703  |
| 2    | Ferrari                     | 5   | 3   | 1   | 3   | 5   | 3   | 2   | 5   | 4   | 3   | 1   | 12  | 2   | 1   | 3   | 2   | 3   | Ret | 3   | 4   | 428  |
| 2    | Ferrari                     | 7   | Ret | 4   | 4   | 2   | 5   | 6   | 4   | Ret | 8   | Ret | 7   | 5   | 3   | 4   | 8   | Ret | Ret | 4   | 3   | 428  |
| 3    | Williams-Mercedes           | 19  | 4   | 6   | 5   | 10  | 6   | 15  | 6   | 3   | 4   | 12  | 6   | 3   | Ret | 17  | 4   | Ret | 6   | DSQ | 8   | 257  |
| 3    | Williams-Mercedes           | 77  | DNS | 5   | 6   | 4   | 4   | 14  | 3   | 5   | 5   | 13  | 9   | 4   | 5   | 5   | 12† | Ret | 3   | 5   | 12  | 257  |
| 4    | Red Bull-Renault            | 3   | 6   | 10  | 9   | 6   | 7   | 5   | 13  | 10  | Ret | 3   | Ret | 8   | 2   | 15  | 15† | 10  | 5   | 11  | 6   | 187  |
| 4    | Red Bull-Renault            | 26  | DNS | 9   | Ret | 9   | 10  | 4   | 9   | 12  | 6   | 2   | 4   | 10  | 6   | 13  | 5   | Ret | 4   | 7   | 10  | 187  |
| 5    | Force India-Mercedes        | 11  | 10  | 13  | 11  | 8   | 13  | 7   | 11  | 9   | 9   | Ret | 5   | 6   | 7   | 12  | 3   | 5   | 8   | 6   | 5   | 136  |
| 5    | Force India-Mercedes        | 27  | 7   | 14  | Ret | 13  | 15  | 11  | 8   | 6   | 7   | Ret | DNS | 7   | Ret | 6   | Ret | Ret | 7   | 12  | 7   | 136  |
| 6    | Lotus-Mercedes              | 8   | Ret | 11  | 7   | 7   | 8   | 12  | 10  | Ret | Ret | 7   | 3   | Ret | 13† | 7   | Ret | Ret | 10  | 8   | 9   | 78   |
| 6    | Lotus-Mercedes              | 13  | Ret | Ret | Ret | 15  | Ret | Ret | 7   | 7   | Ret | 14  | Ret | Ret | 12  | 8   | 7   | 8   | 11  | 10  | Ret | 78   |
| 7    | Scuderia Toro Rosso-Renault | 33  | Ret | 7   | 17† | Ret | 11  | Ret | 15  | 8   | Ret | 4   | 8   | 12  | 8   | 9   | 10  | 4   | 9   | 9   | 16  | 67   |
| 7    | Scuderia Toro Rosso-Renault | 55  | 9   | 8   | 13  | Ret | 9   | 10  | 12  | Ret | Ret | Ret | Ret | 11  | 9   | 10  | Ret | 7   | 13  | Ret | 11  | 67   |
| 8    | Sauber-Ferrari              | 9   | 8   | Ret | 10  | 14  | 14  | 13  | 16  | 13  | DNS | 11  | 11  | 13  | 11  | 20† | Ret | Ret | Ret | 16  | 15  | 36   |
| 8    | Sauber-Ferrari              | 12  | 5   | 12  | 8   | 12  | 12  | 9   | 14  | 11  | 11  | 10  | 10  | 9   | 10  | 14  | 6   | 9   | 12  | 13  | 14  | 36   |
| 9    | McLaren-Honda               | 14  |     | Ret | 14  | 11  | Ret | Ret | Ret | Ret | 10  | 5   | 14  | 18† | Ret | 16  | 11  | 11  | Ret | 15  | 17  | 27   |
| 9    | McLaren-Honda               | 20  | DNS |     |     |     |     |     |     |     |     |     |     |     |     |     |     |     |     |     |     | 27   |
| 9    | McLaren-Honda               | 22  | 11  | Ret | 12  | DNS | 16  | 8   | Ret | Ret | Ret | 9   | 13  | 14  | Ret | 11  | 9   | 6   | 14  | 14  | 12  | 27   |
| 10   | Marussia-Ferrari            | 28  | DNP | DNS | 15  | 16  | 17  | 17  | 17  | Ret | 13  | 16† | 16  | 15  | 15  | 19  | 14  | Ret | 16  | 17  | 18  | 0    |
| 10   | Marussia-Ferrari            | 53  |     |     |     |     |     |     |     |     |     |     |     |     | 14  | 18  |     | 12  | 15  | 18  |     | 0    |
| 10   | Marussia-Ferrari            | 98  | DNP | 15  | 16  | 17  | 18  | 16  | Ret | 14  | 12  | 15  | 15  | 16  |     |     | 13  |     |     |     | 19  | 0    |
| Poř. | Konstruktér                 | No. | AUS | MAL | CHN | BHR | ESP | MON | CAN | AUT | GBR | HUN | BEL | ITA | SIN | JPN | RUS | USA | MEX | BRA | ABU | Body |

| Legenda k tabulce | Legenda k tabulce                                                                       |
| Barva             | Výsledek                                                                                |
| ----------------- | --------------------------------------------------------------------------------------- |
| Zlatá             | Vítěz                                                                                   |
| Stříbrná          | 2. místo                                                                                |
| Bronzová          | 3. místo                                                                                |
| Zelená            | Bodované umístění                                                                       |
| Modrá             | Nebodované umístění                                                                     |
| Modrá             | Dokončil neklasifikován (NC)                                                            |
| Fialová           | Odstoupil (Ret)                                                                         |
| Červená           | Nekvalifikoval se (DNQ)                                                                 |
| Červená           | Nepředkvalifikoval se (DNPQ)                                                            |
| Černá             | Diskvalifikován (DSQ)                                                                   |
| Bílá              | Nestartoval (DNS)                                                                       |
| Bílá              | Závod zrušen (C)                                                                        |
| Světle modrá      | Pouze trénoval (PO)                                                                     |
| Světle modrá      | Páteční testovací jezdec (TD)                                                           |
| Bez barvy         | Netrénoval (DNP)                                                                        |
| Bez barvy         | Vyřazen (EX)                                                                            |
| Bez barvy         | Nepřijel (DNA)                                                                          |
| Bez barvy         | Odvolal účast (WD)                                                                      |
| Bez barvy         | Nezúčastnil se (prázdné)                                                                |
| Označení          | Význam                                                                                  |
| Tučnost           | Pole position                                                                           |
| Kurzíva           | Nejrychlejší kolo                                                                       |
| †                 | Jezdec nedojel do cíle, ale byl klasifikován, protože odjel více než 90 % délky závodu. |
| ‡                 | Byl udělován poloviční počet bodů, protože bylo odjeto méně než 75 % délky závodu.      |
| Horní index       | Umístění bodujících jezdců ve sprintu                                                   |